# Денисевич, Анатолий Юлианович
Анато́лий Юлиа́нович Денисе́вич — советский партийный и государственный деятель, председатель Минского промышленного облисполкома (1963—1964).

## Биография
Был уполномоченным ЦК ЛКСМ Беларуси, инструктором Минского подпольного областного комитета ЛКСМ Беларуси.
В 1955—1958 годах — первый секретарь Борисовского городского комитета КП Беларуси.
В 1955—1958 годах — секретарь Минского областного комитета КП Беларуси.
В 1958—1963 годах — первый секретарь Краснослободского райкома партии Минской области.
В 1963—1964 годах — председатель исполнительного комитета Минского промышленного областного Совета.
Избирался кандидатом в члены ЦК Компартии Беларуси, членом Ревизионной комиссии КП Беларуси (1956—1960).